# Seven Sudamericano Femenino 2019 (Montevideo)
El Seven Sudamericano Femenino de noviembre de 2019 fue la decimoctava edición del principal torneo femenino de rugby 7 organizado por Sudamérica Rugby.

## Equipos participantes
- Selección femenina de rugby 7 de Argentina (Las Pumas)
- Selección femenina de rugby 7 de Brasil (As Yaras)
- Selección femenina de rugby 7 de Chile (Las Cóndores)
- Selección femenina de rugby 7 de Colombia (Las Tucanes)[2]
- Selección femenina de rugby 7 de Costa Rica (Las Guarias)
- Selección femenina de rugby 7 de Guatemala (Las Jaguares)
- Selección femenina de rugby 7 de Paraguay (Las Yacarés)
- Selección femenina de rugby 7 de Perú (Las Tumis)
- Selección femenina de rugby 7 de Uruguay (Las Teras)

## Clasificación[3]

### Zona A

#### Posiciones
| Pos. | Equipo  | Encuentros | Encuentros | Encuentros | Encuentros | Tantos  | Tantos    | Tantos     | Puntos |
| Pos. | Equipo  | jugados    | ganados    | empatados  | perdidos   | a favor | en contra | diferencia | Puntos |
| ---- | ------- | ---------- | ---------- | ---------- | ---------- | ------- | --------- | ---------- | ------ |
| 1    | Brasil  | 2          | 2          | 0          | 0          | 87      | 0         | + 87       | 6      |
| 2    | Chile   | 2          | 1          | 0          | 1          | 33      | 40        | - 7        | 3      |
| 3    | Uruguay | 2          | 0          | 0          | 2          | 0       | 80        | - 80       | 0      |

Nota: Se otorgan 3 puntos al equipo que gane un partido, 1 al que empate y 0 al que pierda

#### Resultados
| 8 de noviembre | Chile | 33 - 0 | Uruguay |  |  |

| 8 de noviembre | Brasil | 47 - 0 | Uruguay |  |  |

| 8 de noviembre | Brasil | 40 - 0 | Chile |  |  |

### Zona B

#### Posiciones
| Pos. | Equipo    | Encuentros | Encuentros | Encuentros | Encuentros | Tantos  | Tantos    | Tantos     | Puntos |
| Pos. | Equipo    | jugados    | ganados    | empatados  | perdidos   | a favor | en contra | diferencia | Puntos |
| ---- | --------- | ---------- | ---------- | ---------- | ---------- | ------- | --------- | ---------- | ------ |
| 1    | Colombia  | 2          | 2          | 0          | 0          | 67      | 12        | + 55       | 6      |
| 2    | Paraguay  | 2          | 1          | 0          | 1          | 48      | 19        | + 29       | 3      |
| 3    | Guatemala | 2          | 0          | 0          | 2          | 0       | 84        | - 84       | 0      |

Nota: Se otorgan 3 puntos al equipo que gane un partido, 1 al que empate y 0 al que pierda

#### Resultados
| 8 de noviembre | Paraguay | 36 - 0 | Guatemala |  |  |

| 8 de noviembre | Colombia | 48 - 0 | Guatemala |  |  |

| 8 de noviembre | Colombia | 19 - 12 | Paraguay |  |  |

### Zona C

#### Posiciones
| Pos. | Equipo     | Encuentros | Encuentros | Encuentros | Encuentros | Tantos  | Tantos    | Tantos     | Puntos |
| Pos. | Equipo     | jugados    | ganados    | empatados  | perdidos   | a favor | en contra | diferencia | Puntos |
| ---- | ---------- | ---------- | ---------- | ---------- | ---------- | ------- | --------- | ---------- | ------ |
| 1    | Argentina  | 2          | 2          | 0          | 0          | 84      | 5         | + 79       | 6      |
| 2    | Perú       | 2          | 1          | 0          | 1          | 34      | 40        | - 6        | 3      |
| 3    | Costa Rica | 2          | 0          | 0          | 2          | 5       | 78        | - 73       | 0      |

Nota: Se otorgan 3 puntos al equipo que gane un partido, 1 al que empate y 0 al que pierda

#### Resultados
| 8 de noviembre | Perú | 29 - 5 | Costa Rica |  |  |

| 8 de noviembre | Argentina | 49 - 0 | Costa Rica |  |  |

| 8 de noviembre | Argentina | 35 - 5 | Perú |  |  |

## Fase Final
Los primeros de cada zona más el mejor segundo irán por el Oro, la Plata y el Bronce. Del quinto al noveno disputarán la Challenge.

### Challenge
| Pos. | Equipo     | Encuentros | Encuentros | Encuentros | Encuentros | Tantos  | Tantos    | Tantos     | Puntos |
| Pos. | Equipo     | jugados    | ganados    | empatados  | perdidos   | a favor | en contra | diferencia | Puntos |
| ---- | ---------- | ---------- | ---------- | ---------- | ---------- | ------- | --------- | ---------- | ------ |
| 1    | Perú       | 4          | 4          | 0          | 0          | 90      | 17        | + 73       | 12     |
| 2    | Chile      | 4          | 3          | 0          | 1          | 104     | 46        | + 58       | 9      |
| 3    | Costa Rica | 4          | 2          | 0          | 2          | 44      | 70        | - 26       | 6      |
| 4    | Guatemala  | 4          | 1          | 0          | 3          | 48      | 71        | - 23       | 3      |
| 5    | Uruguay    | 4          | 0          | 0          | 4          | 29      | 122       | - 93       | 0      |

Nota: Se otorgan 3 puntos al equipo que gane un partido, 1 al que empate y 0 al que pierda
|  | Campeón del Challenge. |

#### Resultados
| 8 de noviembre | Chile | 54 - 5 | Uruguay |  |  |

| 8 de noviembre | Costa Rica | 0 - 22 | Perú |  |  |

| 9 de noviembre | Costa Rica | 17 - 7 | Uruguay |  |  |

| 9 de noviembre | Guatemala | 0 - 31 | Chile |  |  |

| 9 de noviembre | Perú | 15 - 5 | Guatemala |  |  |

| 9 de noviembre | Chile | 29 - 7 | Costa Rica |  |  |

| 9 de noviembre | Guatemala | 12 - 20 | Costa Rica |  |  |

| 9 de noviembre | Perú | 19 - 12 | Uruguay |  |  |

| 9 de noviembre | Chile | 0 - 34 | Perú |  |  |

| 9 de noviembre | Uruguay | 5 - 31 | Guatemala |  |  |

### Copa de Oro
| Pos. | Equipo    | Encuentros | Encuentros | Encuentros | Encuentros | Tantos  | Tantos    | Tantos     | Puntos |
| Pos. | Equipo    | jugados    | ganados    | empatados  | perdidos   | a favor | en contra | diferencia | Puntos |
| ---- | --------- | ---------- | ---------- | ---------- | ---------- | ------- | --------- | ---------- | ------ |
| 1    | Brasil    | 3          | 3          | 0          | 0          | 92      | 12        | + 80       | 9      |
| 2    | Argentina | 3          | 2          | 0          | 1          | 45      | 37        | + 8        | 6      |
| 3    | Paraguay  | 3          | 0          | 1          | 2          | 10      | 49        | - 39       | 1      |
| 4    | Colombia  | 3          | 0          | 1          | 2          | 24      | 72        | - 48       | 1      |

Nota: Se otorgan 3 puntos al equipo que gane un partido, 1 al que empate y 0 al que pierda
|  | Clasifica a la Final de Oro.    |
|  | Clasifica a la Final de Bronce. |

#### Resultados
| 8 de noviembre | Brasil | 24 - 0 | Paraguay |  |  |

| 8 de noviembre | Colombia | 12 - 20 | Argentina |  |  |

| 9 de noviembre | Brasil | 21 - 5 | Argentina |  |  |

| 9 de noviembre | Colombia | 5 - 5 | Paraguay |  |  |

| 9 de noviembre | Brasil | 47 - 7 | Colombia |  |  |

| 9 de noviembre | Argentina | 20 - 5 | Paraguay |  |  |

### Final de Bronce
| 9 de noviembre | Paraguay | 12 - 17 | Colombia |  |  |

### Final de Oro
| 9 de noviembre | Brasil | 19 - 10 | Argentina |  |  |

| Bandera de Brasil     |
| Campeón Brasil        |
| Décimo séptimo título |

## Posiciones finales[4]
| Posición | Selección  |
| -------- | ---------- |
| 1        | Brasil     |
| 2        | Argentina  |
| 3        | Colombia   |
| 4        | Paraguay   |
| 5        | Perú       |
| 6        | Chile      |
| 7        | Costa Rica |
| 8        | Guatemala  |
| 9        | Uruguay    |